# Pierre Molinéris

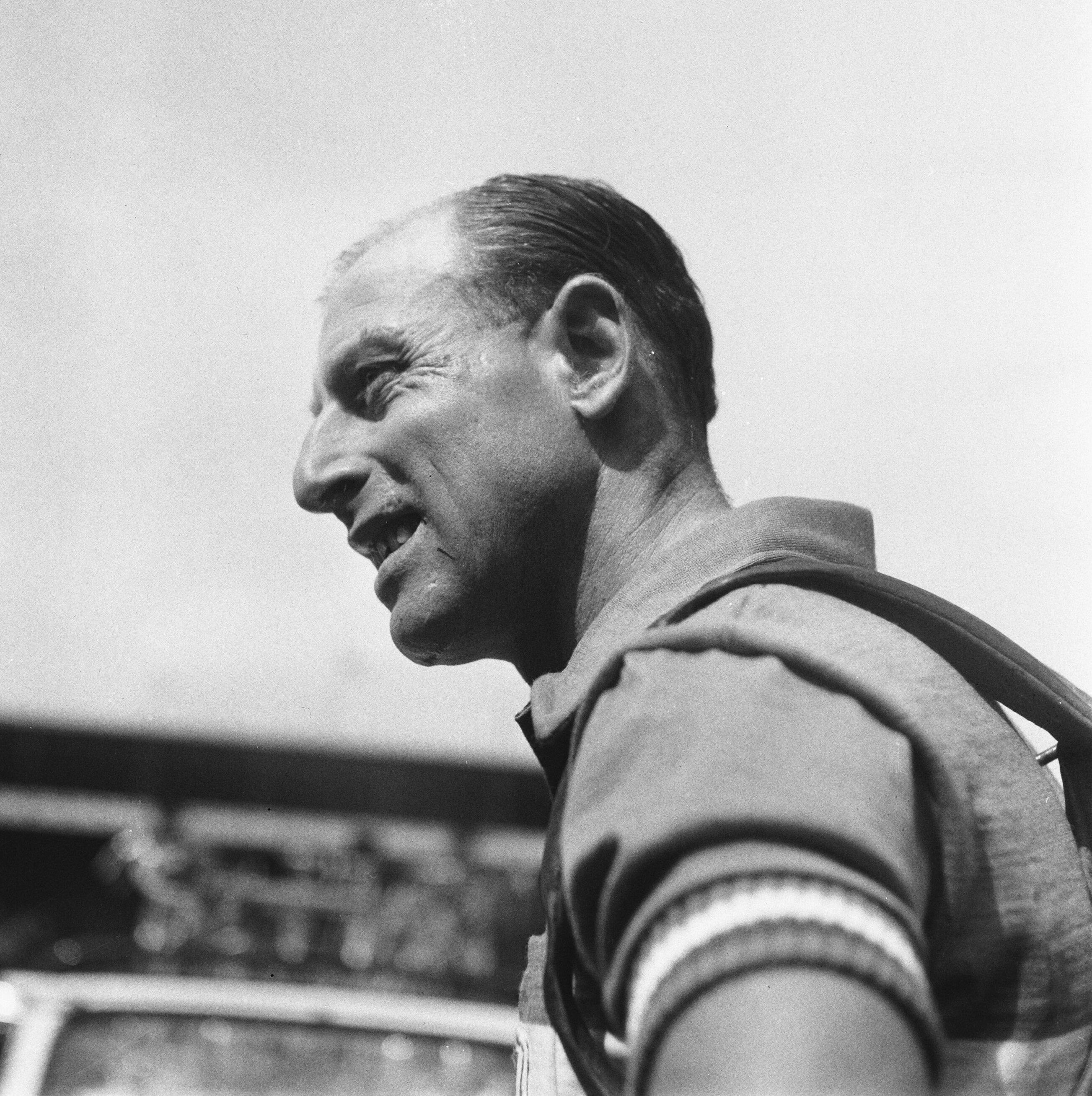
Pierre Molinéris (1954)

Pierre Molinéris (* 21. Mai 1920 in Nizza; †  6. Februar 2009 in Cuneo, Italien) war ein französischer Radrennfahrer.

## Sportliche Laufbahn
1942 wurde er Berufsfahrer im Radsportteam Ray-Dunlop. Er blieb bis 1955 aktiv. Sein erster bedeutender Sieg gelang ihm 1945 im Rennen Grand Prix de la Libération in Nizza. 1948 siegte er im Etappenrennen Circuit des six Provinces und in der Tour de Haute-Savoie.
In seiner Laufbahn gewann er eine Reihe von Eintagesrennen wie Nizza–Mont Agel 1948, La Polymultipliée 1949, den Boucles de l’Aulne 1950, den Grand Prix d’Espéraza 1953 und weitere Rennen sowie eine Anzahl von Kriterien in Frankreich. Insgesamt gewann er 42 Radrennen als Profi. 1953 wurde er Dritter in der Lombardei-Rundfahrt hinter dem Sieger Bruno Landi.
Sein bedeutendster Erfolg war der Sieg auf der 4. Etappe der Tour de France 1952. Die Tour de France bestritt er achtmal, der 36. Platz 1950 war sein bestes Resultat in der Gesamtwertung.

## Familiäres
Er ist der Vater von Jean-Luc Molinéris, der ebenfalls als Radprofi aktiv war.